# Phoronis muelleri
Phoronis muelleri är en djurart som beskrevs av Selys-Lonchamps 1903. Enligt Catalogue of Life ingår Phoronis muelleri i släktet Phoronis, fylumet hästskomaskar och riket djur, men enligt Dyntaxa är tillhörigheten istället släktet Phoronis, familjen Phoronidae, fylumet hästskomaskar och riket djur. Arten är reproducerande i Sverige. Inga underarter finns listade i Catalogue of Life.